# Església de la Santíssima Mare de Déu dels Mongols
L'església de la Santíssima Mare de Déu dels Mongols d'Istanbul (en grec: Θεοτόκος Παναγιώτισσα [lit. 'Santíssim Portador de Déu'] o Παναγία Μουχλιώτισσα [lit. 'Santíssima (Maria) dels mongols']; en turc: Kanlı Kilise [lit. 'l'Església de la Sang']) és una església ortodoxa de ritu oriental. És l'única església d'Istanbul que no es va convertir mai en mesquita, i ha romàs al llarg dels segles com a església ortodoxa grega.

## Ubicació
Aquesta església, que no sol pas estar oberta al públic, és a l'actual districte de Fatih, a prop de l'històric districte de Fener. Protegit per muralles, és al cim d'un turó amb vistes al Corn d'Or, a prop de l'imponent col·legi ortodox grec de Fener.

## Història

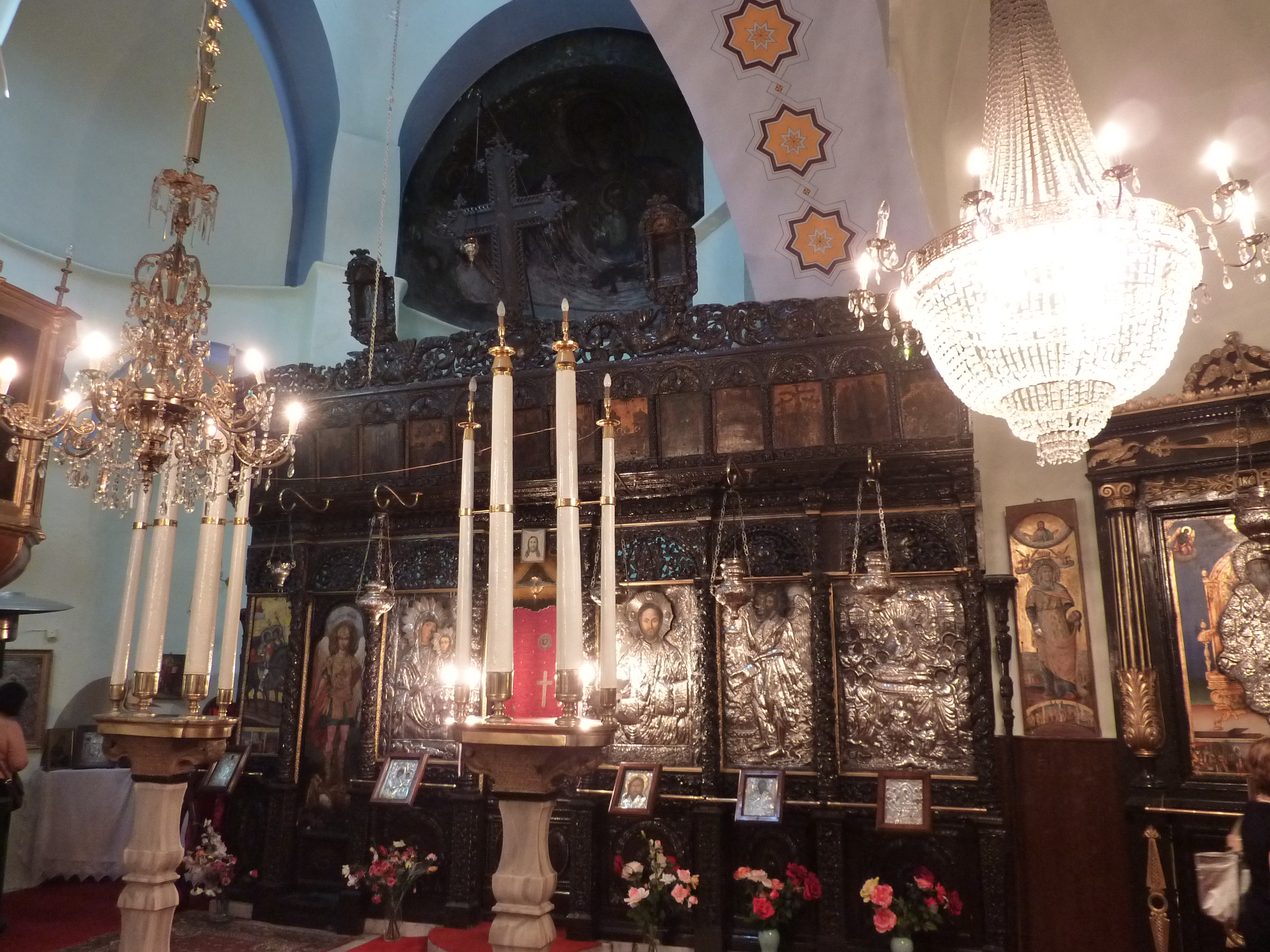
El temple, a dins l'església, separa la nau del cor

A començament del segle vii, la princesa Sopatra, filla de l'emperador romà d'Orient Maurici, i Eustòlia, van construir un convent al vessant del cinquè pujol de Constantinoble. El terreny, el donà l'emperador, que fins aleshores havia estat utilitzat com a cementeri; no era lluny de la cisterna d'Aspar o la gran cisterna de la ciutat. L'església estava dedicada a santa Eustòlia. En el segle xi s'hi va afegir un monestir dedicat a Tots els Sants, que mantindrà vincles estrets amb el Monestir de la Gran Laura d'Atos. El monestir va desaparèixer després de la conquesta de Constantinoble.
El 1261, després de reconquerida Constantinoble pels romans d'Orient, Isaac Ducas, sogre d'Jordi Acropolita i oncle matern de Miquel VIII Paleòleg, feu reconstruir un monestir d'un pis dedicat a la Theotokos Panaghiotissa. Cinc anys més tard, ampliaren l'edifici i un pintor anomenat Modestos el va decorar.
El 1281, Maria Paleòleg, filla natural de l'emperador Miquel VIII i vídua del khan ilkhanida Abaqa, tornà a Constantinoble després d'una absència de 15 anys. Hi va comprar la terra, les vinyes i les restes del monestir. En feu reparar alguns edificis, en va construir d'altres i degué establir un convent de dones el 1285; es gastà la fortuna en la compra de relíquies, objectes de culte i manuscrits.
Va rebre així el títol de Ktētorissa (lit. 'fundadora') del monestir on es va retirar fins a la seua mort. És per això que el convent i l'església han rebut el nom de Mouchliōtissa (lit. 'dels mongols').
Després de la seua mort, el seu cunyat, Isaac Paleòleg Asen, a qui Maria havia nomenat per Crisòbul com a guardià de les propietats del convent després de la seua mort, n'aprofità els ingressos en benefici propi, i el convent es va empobrir. Les monges li presentaren una demanda, primer davant l'emperador, després davant el patriarca. Llavors Isaac presentà un crisòbul que donava fe dels seus drets, però el document es considerà fals, i el patriarca hagué de tornar el convent a les monges.
El convent continuà existint fins a la fi de l'Imperi i després restà abandonat.

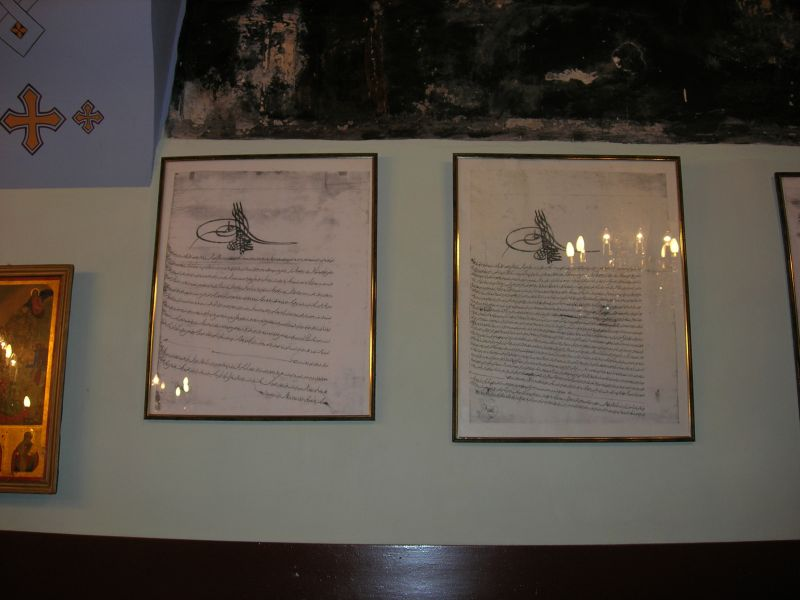
Documents amb què Mehmet II i Baiazet II van concedir la propietat de l'església a la comunitat grega

El 29 de maig del 1453, el dia de la caiguda de Constantinoble, hi hagué combats al voltant de l'església i foren la darrera resistència dels grecs contra l'invasor. Per això, l'església té el sobrenom en turc de Kanli Kilise (lit. 'església de la sang') i el camí que hi conduïa, de Sancaktar yokuşu (lit. 'pujada de l'abanderat') en honor a l'abanderat otomà que hi trobà la mort.
Segons la tradició, el soldà Mehmet II va donar l'església a la mare de Khristódulos, l'arquitecte grec que va construir la Mesquita del Conqueridor (en turc: Fatih camii) en agraïment. Aquesta donació, la confirmà Baiazet II en reconeixement dels serveis del nebot de l'arquitecte, que va construir la mesquita que porta el nom del soldà.
En dues ocasions sota els sultans Selim I i Ahmet II, es va intentar convertir l'església en una mesquita, l'últim intent pel gran visir Ali Koprülü a la fi del segle xvii; però a causa de les concessions fetes per Mehmet II i Baiazet II, l'església continuà sent una parròquia de la minoria grega. Santa Maria dels Mongols es va convertir així en una de les rares esglésies d'Istanbul que serveix un culte original al llarg dels segles.
Malmés els anys 1633, 1640 i 1729 pels incendis que van assolar el Fanar, l'edifici fou reparat, després ampliat, i perdé la seua factura original. Als voltants es va aixecar una escola a la fi del segle xix i, l'any 1892, s'hi va afegir un petit campanar. L'església va patir més danys durant les protestes antigregues del 1955 i més tard es tornà a restaurar.

## Arquitectura

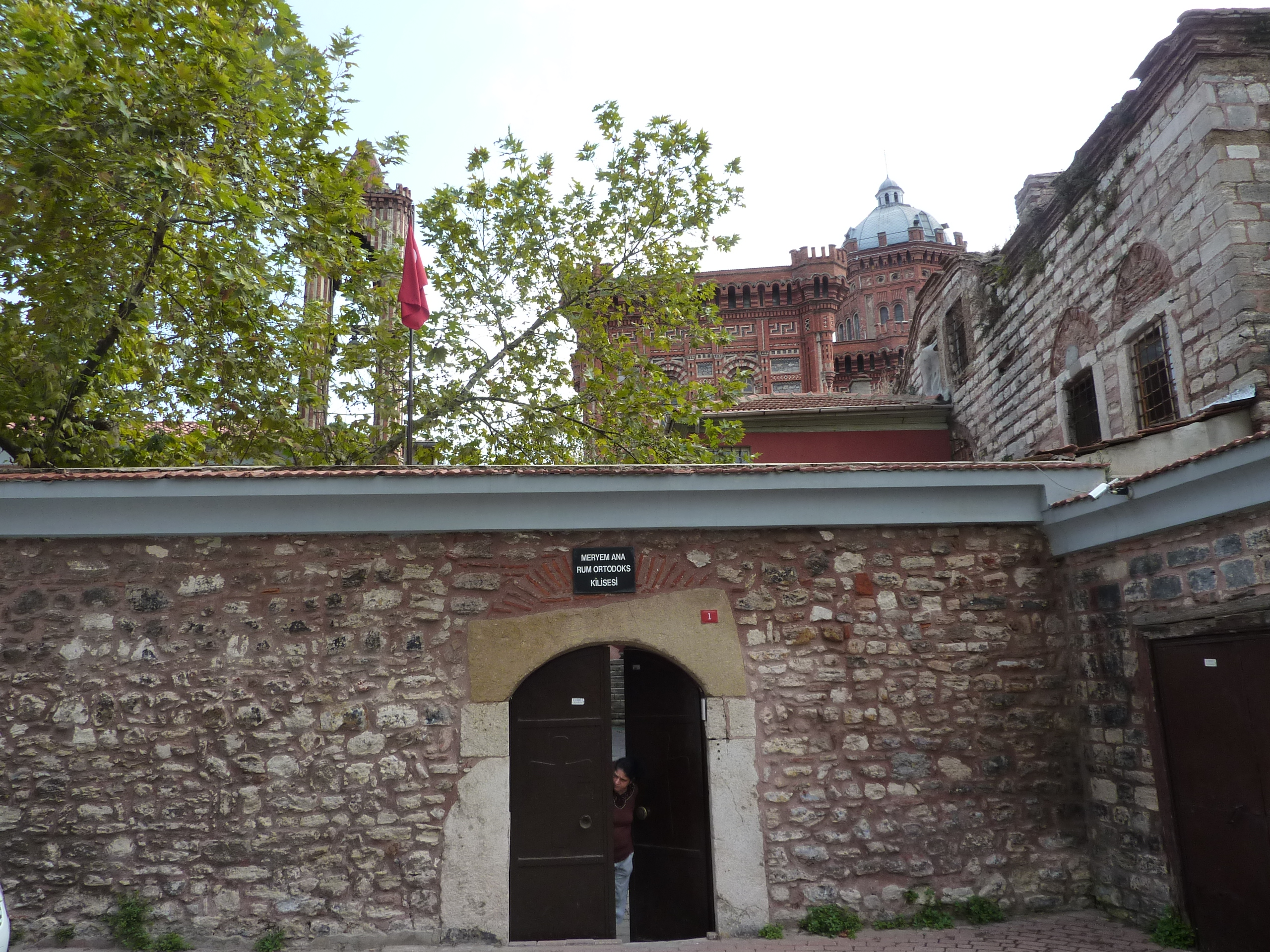
Entrada al conjunt. Al fons es veu el col·legi grec ortodox de Fanar

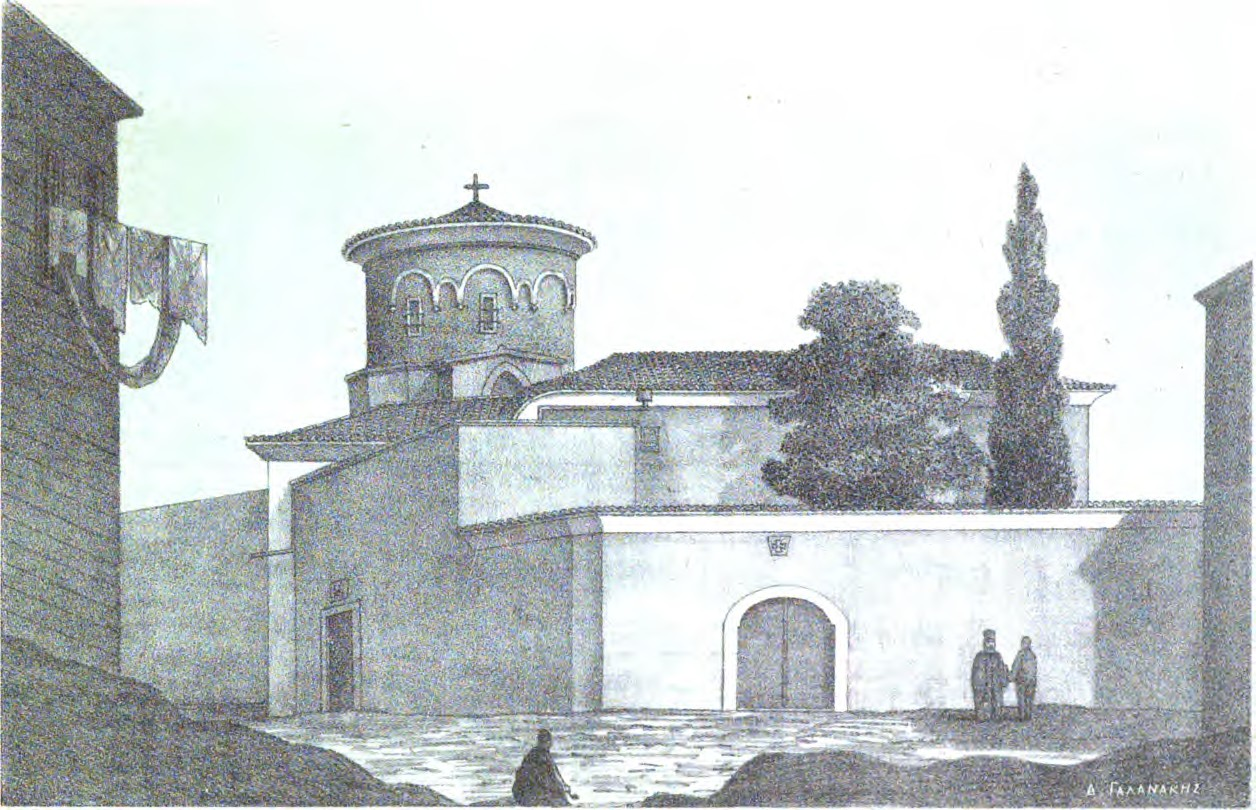
Croquis de l'església tal com era l'any 1877

El conjunt, protegit per un alt mur, no sol obrir-se al públic. Tot i que sempre ha pertangut a la comunitat grega, l'edifici ha estat modificat més que moltes esglésies transformades en mesquites. Tenia una planta tetraconca amb una cúpula central situada dins d'un tambor, fet que la converteix en un model únic en l'arquitectura constantinopolitana i que, a escala reduïda, anticipa les de moltes mesquites otomanes famoses.
La cúpula està sostinguda per una creu formada per quatre mitges cúpules. El nàrtex té tres vans, el central cobert per una volta de canó. Al sud, l'església fou enderrocada i reconstruïda. La decoració originària ha desaparegut per ser substituïda per icones i altres ornaments.
A la paret est n'hi ha un imposant Dia del Judici, possiblement pintat per Modestos l'any 1266. Més importants en són els mosaics, un dels quals data del segle xi i representa la Theotokos. Els altres quatre són dels segles XIII i XIV: St. Paraskeve, Sta. Eufèmia, els Tres Jerarques i sant Teodor.
Sota l'església encara es veuen excavacions i es diu que un pas subterrani duu a Santa Sofia, tot i que els dos edificis estan separats uns quilòmetres.
Malgrat la seua importància històrica, l'església mai no ha estat pas objecte d'un estudi arquitectònic rigorós.